# Cherveix-Cubas
Cherveix-Cubas – miejscowość i gmina we Francji, w regionie Nowa Akwitania, w departamencie Dordogne.
Według danych na rok 1990 gminę zamieszkiwało 590 osób, a gęstość zaludnienia wynosiła 39 osób/km² (wśród 2290 gmin Akwitanii Cherveix-Cubas plasuje się na 651. miejscu pod względem liczby ludności, natomiast pod względem powierzchni na miejscu 751.).